# Eleições presidenciais no Turcomenistão em 2012
Eleições presidenciais foram realizadas no Turcomenistão em 12 de fevereiro de 2012. Foram as quartas eleições presidenciais desde a independência do país. Gurbanguly Berdimuhammedow, presidente desde a morte do ditador Saparmyrat Nyýazow em 2006, foi reeleito para um mandato de cinco anos com 97% dos votos. O país era um estado de partido único dominado pelo Partido Democrático do Turcomenistão, portanto todos os candidatos pertenciam a ele. A participação eleitoral foi de 96,28% .
A campanha começou em outubro de 2011 e, durante a campanha, todos os candidatos que deveriam concorrer contra Berdimuhammedov expressaram seu apoio ao presidente, o que levou à suspeita de que as eleições foram fraudadas. De acordo com Chatham House, as eleições foram uma "farsa eleitoral" que continuaria sob o regime autoritário turcomeno.

## Resultados
| Candidato                            | Partido                              | Votos     | %      |
| ------------------------------------ | ------------------------------------ | --------- | ------ |
| Gurbanguly Berdimuhammedow           | Partido Democrático do Turcomenistão | 2,806,265 | 97.14  |
| Annageldi Ýazmyradow                 | Partido Democrático do Turcomenistão |           | 1.07   |
| Ýarmuhammet Orazgulyýew              | Partido Democrático do Turcomenistão |           | 1.02   |
| Rejep Bazarow                        | Partido Democrático do Turcomenistão |           | 0.28   |
| Saparmyrat Batyrow                   | Partido Democrático do Turcomenistão |           | 0.19   |
| Kakageldi Abdullaýew                 | Partido Democrático do Turcomenistão |           | 0.16   |
| Gurbanmämmet Mollaniýazow            | Partido Democrático do Turcomenistão |           | 0.08   |
| Esendurdy Gaýypow                    | Partido Democrático do Turcomenistão |           | 0.06   |
|                                      |                                      |           |        |
| Total de votos                       | Total de votos                       | 2,888,887 | 100.00 |
| Eleitores registrados/comparecimento | Eleitores registrados/comparecimento | 2,987,324 | 96.70  |
| Fonte:                               |                                      |           |        |